# Neorealizmus
A neorealizmus olasz filmművészeti és irodalmi irányzat volt, amely gyökeresen szakított az addigi olasz film hamis valóságábrázolásával, dokumentarista szemléletet honosított meg, és óriási hatást tett az egész európai filmművészetre. Jellemzője az egyszerű emberek sorsának ábrázolása és a társadalomkritika egyaránt. 
Az irányzat alapműve Luchino Visconti Megszállottság (Ossessione) című filmje 1943-ban keletkezett, az irányzat azonban csak a második világháború után bontakozott ki. A neorealizmuskifejezést Umberto Barbaro használta először 1943-ban.

## Híres alkotások
| Év   | Cím                          | Rendező            |
| ---- | ---------------------------- | ------------------ |
| 1943 | Megszállottság               | Luchino Visconti   |
| 1945 | Róma, nyílt város            | Roberto Rossellini |
| 1946 | Mégis felkel a nap           | Aldo Vergano       |
| 1946 | A bandita                    | Alberto Lattuada   |
| 1946 | Fiúk a rács mögött           | Vittorio De Sica   |
| 1946 | Békében élni                 | Luigi Zampa        |
| 1946 | Paisa                        | Roberto Rossellini |
| 1947 | Nincs irgalom                | Alberto Lattuada   |
| 1947 | Németország a nulladik évben | Roberto Rossellini |
| 1948 | Nehéz évek                   | Luigi Zampa        |
| 1948 | Biciklitolvajok              | Vittorio De Sica   |
| 1948 | Vihar előtt                  | Luchino Visconti   |
| 1949 | Szicíliai vérbosszú          | Pietro Germi       |
| 1949 | Keserű rizs                  | Giuseppe De Santis |
| 1950 | Nincs béke az olajfák alatt  | Giuseppe De Santis |
| 1951 | A reménység útja             | Pietro Germi       |
| 1951 | A sorompók lezárulnak        | Vittorio De Sica   |
| 1953 | Róma, 11 óra                 | Giuseppe De Santis |